# Eleutherobia duriuscula
Eleutherobia duriuscula is een zachte koraalsoort uit de familie Alcyoniidae. De koraalsoort komt uit het geslacht Eleutherobia. Eleutherobia duriuscula werd in 1931 voor het eerst wetenschappelijk beschreven door Thomson & Dean. 